# Július Krébes
Július Krébes (3. dubna 1903, Hiadeľ – 9. listopad 1958, Banská Bystrica) byl slovenský římskokatolický kněz a pedagog.

## Životopis
Navzdory slábnoucímu zraku absolvoval studium teologie na kněžském semináři sv. Karla Doromejského v Banské Bystrici. Knězem byl vysvěcen v kostele sv. Kříže v Banské Bystrici (1929). Jako kněz působil v kostele Nanebevzetí Panny Marie, tzv. farní a v kostele sv. Kříže v Banské Bystrici. Zpovědník a učitel náboženství v kněžském semináři v Banské Bystrici.
Politicky pronásledován. V době politického pronásledování církve byl tajně pověřen nitranským biskupem Dr.Eduardom Nécseyom provádět některá církevní rozhodnutí v Banské Bystrici.